# ایلکر آیریک
ایلکر آیریک (انگلیسی: İlker Ayrık؛ زادهٔ ۱۶ اکتبر ۱۹۷۹) بازیگر، مجری تلویزیون، کارگردان اهل ترکیه است. وی از سال ۲۰۰۰ میلادی تاکنون مشغول فعالیت بوده‌است.